# Yphthimoides argyrospila
Yphthimoides argyrospila är en fjärilsart som beskrevs av Butler 1867. Yphthimoides argyrospila ingår i släktet Yphthimoides och familjen praktfjärilar. Inga underarter finns listade i Catalogue of Life.